# Jessica Monroe
Jessica Monroe, verheiratete Gonin (* 31. Mai 1966 in Palo Alto), ist eine kanadische Ruderin.

## Werdegang
Monroe schloss 1984 die Victoria High School ab. Sie begann relativ spät mit dem Rudern und trainierte in den Clubs des False Creek und der University of Victoria. Ein Jahr später wurde sie 1989 in das kanadische Nationalteam aufgenommen.
Bei den Ruder-Weltmeisterschaften 1991 gewann Monroe zweimal Gold mit ihrem Team im Vierer ohne Steuerfrau und im Achter. Hierbei stellten sie Weltbestzeiten auf, die des Vierers (6:25,4) blieb bis 2006 ungebrochen.
Monroe nahm erstmals an den Olympischen Spielen 1992 in Barcelona teil, wo sie im Vierer ohne Steuerfrau und im Achter jeweils die Goldmedaille holte. In der Bootsklasse Achter holte sie vier Jahre später in Atlanta auch die Silbermedaille. Mittlerweile verheiratet, trat sie dort unter ihrem Ehenamen Gonin an.
Bei den Ruder-Weltmeisterschaften 1997 erreichte sie ebenfalls die Silbermedaille im Achter.
1994 wurde sie in die British Columbia Sports Hall of Fame, 2009 in die Greater Victoria Hall of Fame und 2013 in die Hall of Fame des kanadischen Sports aufgenommen.